# Interesperanto
Interesperanto, también llamado Baza, es un proyecto creado en 2003 por Greg Hoover con el propósito de convertirse en un lenguaje intermedio entre los hablantes de lenguas creadas a partir del esperanto.
Su objetivo es convertirse en la segunda lengua neutral para la comunicación internacional. Su segundo objetivo es facilitar el aprendizaje de otras lenguas planificadas como el esperanto.
Baza toma su vocabulario y estructura del esperanto, pero minimiza el número de palabras o raíces a 450, y simplifica todavía más la gramática.
El proyecto es muy similar al esperanto, incluso utiliza las letras con circunflejo, pero anima a no utilizar la R. También se usan los plurales terminados en -j y los correlativos. A los idistas solo les queda la posibilidad de usar sus propios correlativos en lugar de los del esperanto hasta aprender cómo usarlos.